# 呼吸

人類的呼吸系統

呼吸（英語：breathing）是移動空氣進出肺部的過程，用以促進體內環境的氣體交換，主要在於吸入氧氣及呼出二氧化碳。
所有有氧生物都需要氧氣進行細胞呼吸，細胞呼吸利用氧氣分解食物作為能量，並產生二氧化碳作為廢物。呼吸，或 "外部呼吸"，將空氣帶入肺部，通過擴散在肺泡中進行氣體交換。身體的循環系統將這些氣體輸送到細胞和細胞之間，在那里進行 "細胞呼吸"。
每分鐘的呼吸周期數就是呼吸或呼吸頻率，是生命的四個主要生命徵象之一。在正常情況下，呼吸的深度和速度是由幾種穩態機制自動地、不自覺地控制的，這些機制使動脈血中二氧化碳和氧氣的分壓保持不變。在各種生理情況下，保持動脈血中二氧化碳分壓不變，對嚴格控制細胞外液（ECF）的pH值有很大的貢獻。過度換氣和換氣不足分別降低和增加動脈二氧化碳分壓，在第一種情況下會導致ECF的pH值升高，在第二種情況下會導致pH值降低。這兩種情況都會引起痛苦的癥狀。
而呼吸的另一個重要的部份為循環系統把二氧化碳排放掉再把新的氧氣由血液送到需要的細胞。氣體交換是在肺的肺泡中由氣體粒子被動擴散所達成的，所以不需要使用能量。當氣體溶於血液中時，左心臟把血液打到全身體各個細胞。由於肺泡呼吸的表面需要易於空氣的穿越，所以表面並不是完全乾燥的，由肺泡二類細胞所產生的液體，讓表面濕介而增加空氣的穿透力，所以呼吸會導致水分的流失，尤其是排放二氧化碳的時候。
呼吸還有其他重要功能，它為語言、笑聲和類似的情感表達提供了一種機制。呼吸還用於打哈欠、咳嗽和打噴嚏等反射動作。由於缺乏足夠的汗腺，不能通過排汗來調節體溫的動物，可能會通過喘氣蒸發來失去熱量。

## 呼吸原理

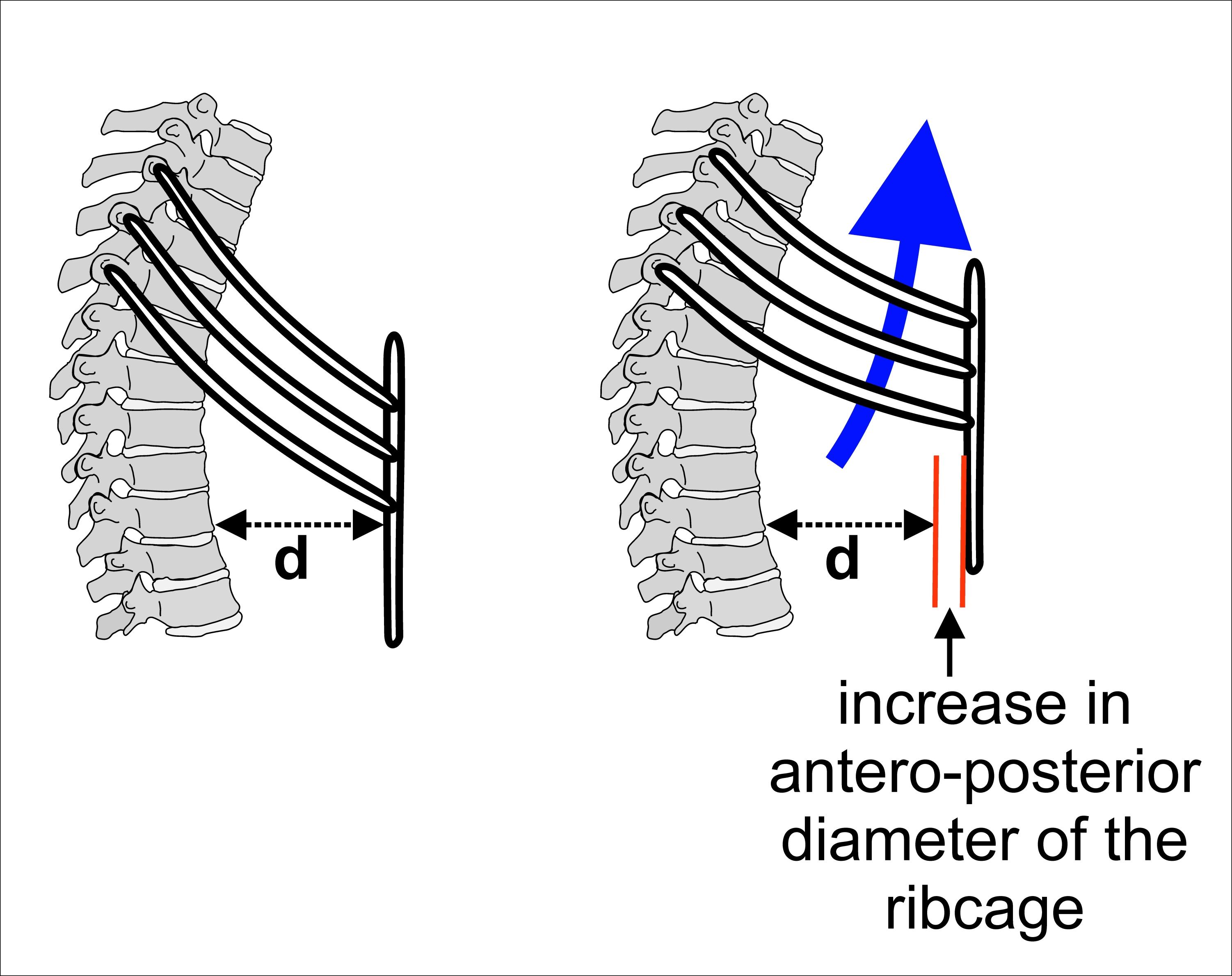
吸入空氣時輔助肌肉將肋骨前方往上提。因此增加了胸腔前後之間的距離，讓胸部得以擴張。肋骨的側面也有類似的效果，增加胸腔的橫向距離

哺乳類動物在休息時吸入空氣的原理是將分隔胸腔及腹腔的橫膈膜收縮及變平。橫膈膜收縮時會將腹腔往下壓，但因為有骨盆底的存在，使下腹部器官無法再往下移動，腹腔會往前擴張，胸腔也隨之往前擴張，胸腔容量增加，壓力隨之下降，因此造成肺部的擴張。在休息時呼出空氣的原理則是讓橫膈膜放鬆，讓橫膈膜、胸腔和腹腔回到其解剖彈性位置（也就是在像麻醉或施打肌肉鬆弛劑時的位置）。這是胸腔的「休息中位」，此時肺部的氣體量稱為功能余气量，成人約為2.5公升。休息時呼出空氣需要的時間約為吸入空氣時間的二倍，因為在呼出時的橫膈膜放鬆會比吸入時的收縮動作要緩和，這可以避免空氣太過輕易地離開肺泡，呼出體外。
若是劇烈呼吸（过度换气，例如運動後），輔助吸入肌肉（最早用到的是肋間肌，但也會用到許多其他的肌肉，如本段以下所述）會將肋骨在前面及側面往上推動，因此可以增加肋架的容積，讓在橫膈膜下移時胸腔可以增加更大的體積。在呼出時腹部的肌肉會將肋架（從前面及側面）往下拉，一方面減少肋架容積。也讓腹腔器官往上推擠橫膈膜，使呼氣結束後的胸腔容積遠小於休息中位，肺部容積也會比功能余气量要少很多。不過哺乳類動物在正常情形下肺部是不會完全排空的。成人在呼出氣體達到最高量時，呼出後肺部仍會有至少一公升的容積。
生物的生存是靠完全無意識及自主的呼吸，不過呼吸會暫時的被有意識的控制或是情緒下的反應所影響。人類的說話就是靠特殊型式的呼出空氣，不過其他的溝通方式（哭泣、打呵欠、尖叫、大笑）等也是需要在呼吸（維持血液中氣體平衡所必要的）以及當時需傳達的情感及訊息之間取得平衡。
以下是十條在用力吸氣時會用到的肌肉：
橫膈膜、肋間肌、斜角肌、胸小肌、前鋸肌、胸鎖乳突肌、提肋肌、斜方肌、背闊肌及锁骨下肌。
以下是八條在用力呼氣時會用到的肌肉：
肋间内肌、腹內斜肌、腹外斜肌、提肛肌、胸橫肌 腹横肌、锥状肌及腹直肌。

## 控制
呼吸是人的身體機能中，少數可以有意識（部份）控制，也可以在無意識下進行的機能之一。

### 有意識控制
人類的游泳、有氧运动、體適能、演講訓練及發聲訓練中都會練習呼吸的控制，一開始是有意識的控制，之後要慢慢的轉換為潛意識下的行為。說話也和有意識的控制呼吸有關。
有些瑜伽（例如瑜伽呼吸法）會採用有意識的控制呼吸。
在替代療法中的布捷伊科法中也提到呼吸的控制，布捷伊科法中建議用有意識的控制呼吸來治療哮喘及其他症狀。

### 無意識
無意識的呼吸是由腦幹的特定部位控制，會依身體隨時的需要調整呼及的速率及深淺。例如在運動時，肌肉的運動會使產生的二氧化碳量增加，因此會讓肺泡（及動脈中）{\displaystyle P_{{\mathrm {CO} }_{2}}}的濃度增加，位在腦幹中延髓部位的{\displaystyle P_{{\mathrm {CO} }_{2}}}感測器（以及在主動脈及頸動脈體的氣體感測器）會感測到，這些血液氣體感測器會送出神經脈衝訊號給延髓中的呼吸中心以及腦部的橋腦，會再透過膈神經及其他體細胞運動神經送訊號到橫膈膜以及其他和呼吸有關的肌肉，因此會增加呼吸的速率及深度（过度换气）。這可以讓身體從休息狀態到劇烈運動的過程中，動脈中{\displaystyle P_{{\mathrm {CO} }_{2}}}及{\displaystyle P_{{\mathrm {O} }_{2}}}的分壓可以維持一定值。

### 互相的影響
健康的人不可能無限制的自願停止呼吸。若人不呼吸，血液中的二氧化碳濃度會提高，會有呼吸困难的症狀，若真的一段時間沒有呼吸，人體內的氧氣會在幾分鐘內降低到有危險性的水準，會造成腦部的永久損傷以及死亡，因此健康的人會有呼吸反射。不過也有一些例子是有人在二個小時沒有呼吸的情形下仍然存活的例子，這只可能出現在淹沒在冷水中，觸發了哺乳動物潛水反射，因此讓人體進入暫停生命的狀態。
若健康的人真的自願不呼吸一段夠長的時間，這個人會失去意識，身體會自動繼續呼吸。因此人無法用自願不呼吸的方式來自殺，除非其呼吸受到其他物體影響（例如水，像是遇溺）。西班牙巴賽隆納的Aleix Segura Vendrell在2016年2月28日停止呼吸達24分3秒，是停止呼吸最長紀錄的保持者。
自願的过度换气會讓動脈中的二氧化碳濃度降低到會造成危險的濃度，會造成口部及手腳的感覺異常（會有針刺感），而手，手臂，腳和臉部也會有特殊形式的肌肉痙攣（手足強直）。過度換氣症候群常常在生氣及激動下出現，非常痛苦，會讓人以為是窒息，其實是因為過度呼吸，讓血液中的氧氣及二氧化碳濃度以及血液酸鹼性脫離稳态，進入會造成人體危險的程度。此時血液會呈鹼性，而血液在鹼性時鈣離子的溶解程度會比酸性時要差，因此若过度换气，引起鹼中毒，血漿中的鈣離子Ca2+降低，讓許多的蛋白質改變其三級結構。其中最顯著受到影響的是神經纖維中的電壓門控鈉通道，會讓神經隨機的產生不正當的动作电位，因此造成異常的感覺（感覺異常）及自發性的肌肉收縮（手足強直）。

## 成份
氧氣是呼吸供气的重要成份。
一般最常見的呼吸供气是空氣，吸入的氣體中，體積比例如下：
- 氮氣佔78%
- 氧氣佔21%
- 氬氣佔0.96%
- 二氧化碳佔0.03%
- 氦氣、水蒸氣及其他氣體佔0.01%

除空氣外，潜水者的呼吸供气是高含氧或高含氦的氣體混合物。有時會給予住院的病人氧氣或镇痛氣體。太空衣 中的氣體是純氧。由於人類需要的氧氣量不高，在氧氣濃度太高的環境可能會出現過度活動或興奮的症狀。
呼出的氣體成份如下：
- 氮氣佔78%
- 氧氣佔13—16%
- 二氧化碳佔4—5.3%
- 氬氣及其他氣體佔1%

呼出的氣體中水蒸氣約佔5%，也含有其他痕量氣體：數ppm的氫氣及一氧化碳、1ppm的氨，小於1ppm的丙酮、甲醇、乙醇（在沒有攝取酒精的情形下，若有攝取酒精，呼出氣體中會有較高濃度的乙醇及揮發有機化合物）。細胞呼吸作用需要氧氣，其產物是二氧化碳。呼出的氣體中氧氣及二氧化碳的量會隨飲食、運動和健康情形而定。
人類每分鐘吸入和呼出約6升空氣。呼出氣體中的二氧化碳約是吸入氣體中二氧化碳的100倍。

## 氣壓
在海拔較高的地區，由於上方的氣體較少，其氣壓會較海平面的氣壓要低。若呼吸空氣的氣壓過低，可能會會導致高山症或缺氧。
在水中呼吸到的氣體，因為有額外水的重量，其氣壓會較海平面的氣壓要高，可能會導致氮醉、氧中毒或減壓症。

## 文化上的重要性
在音樂上，管樂器的演奏及聲樂都和呼吸有關。笑可以視為是快速反覆的呼吸，打嗝、哈欠及噴嚏都是和呼吸有關的現象。而气功及太极拳中，呼吸的調整是其訓練方式之一。
佛教冥想作法之一的安那般那念，透過保持注意力在知道呼吸，達到禪定的狀態。
古代文化會用呼吸或吹氣表示生命力，例如舊約聖經中提到「 耶和華　神用地上的塵土造人，將生氣吹在他鼻孔裡，他就成了有靈的活人，名叫亞當。」（創世記2章7節《箴言》第28章第17节参）。中華文化中會用「斷氣」表示死亡。

### 呼吸和情緒
一些特定的呼吸模式常伴隨特定的情緒出現。因為有這種關係，有許多不同領域的練習者認為可以透過調整呼吸來影響人的情緒。例如較多運用橫膈膜及腹部的深呼吸可以讓人比較放鬆而且有自信。替代醫學中的整体医学認為調整呼吸有助於身體整體的健康，商業顧問則認為有助於釋放工作造成的壓力。

### 引用
1. ↑  Tortora, Gerard J.; Anagnostakos, Nicholas P.  Fifth. New York: Harper & Row, Publishers. 1987: 556–557, 570–5721987. ISBN 0-06-350729-3.
2. ↑  .   [2017-04-25]. （原始内容存档于2012-09-27）.
3. ↑  .   [2017-04-25]. （原始内容存档于2015-12-02）.
4. ↑  Swami Saradananda, The Power of Breath, Castle House: Duncan Baird Publishers, 2009
5. ↑  Ramey CA, Ramey DN, Hayward JS. Dive response of children in relation to cold-water near drowning. J Appl Physiol 2001;62(2):665-8.Source: Diana Hacker (Boston: Bedford/St. Martin’s, 2002).Adapted from Victoria E. McMillan (Boston: Bedford/St. Martin’s, 2001).  See it cited here  (PDF).   [2007-05-24]. （原始内容 (PDF)存档于2007-07-05）.
6. ↑  . Guinness World Records.   [2016-11-29]. （原始内容存档于2016-11-09）.
7. ↑  Armstrong CM; Cota G. . Proceedings of the National Academy of Sciences of the United States of America. Mar 1999, 96 (7): 4154–7. Bibcode:1999PNAS...96.4154A. PMC 22436 . PMID 10097179. doi:10.1073/pnas.96.7.4154.
8. ↑  約翰·法恩登. . 萬里書店出版. ISBN 962-14-1538-1.
9. ↑  Hobert, Ingfried, 'Healthy Breathing - The Right Breathing' in Guide to Holistic Healing in the New Millenium, Munchen: Verlag Peter Erd, 1999, pp. 48–49